# Kelsey Leigh
Pour les articles homonymes, voir Captain Britain et Lionheart.
Kelsey Leigh est une super-héroïne évoluant dans l'univers Marvel de la maison d'édition Marvel Comics. Créé par le scénariste Chuck Austen et le dessinateur Olivier Coipel, le personnage de fiction apparaît pour la première fois dans le comic book Avengers (vol. 3) #77 en mars 2004.
En version française, le personnage apparaît dans Marvel Legends no 8 en septembre 2004. Le personnage a aussi employé les noms de code de Captain Britain et Lionheart.

## Historique de publication

### Version originale

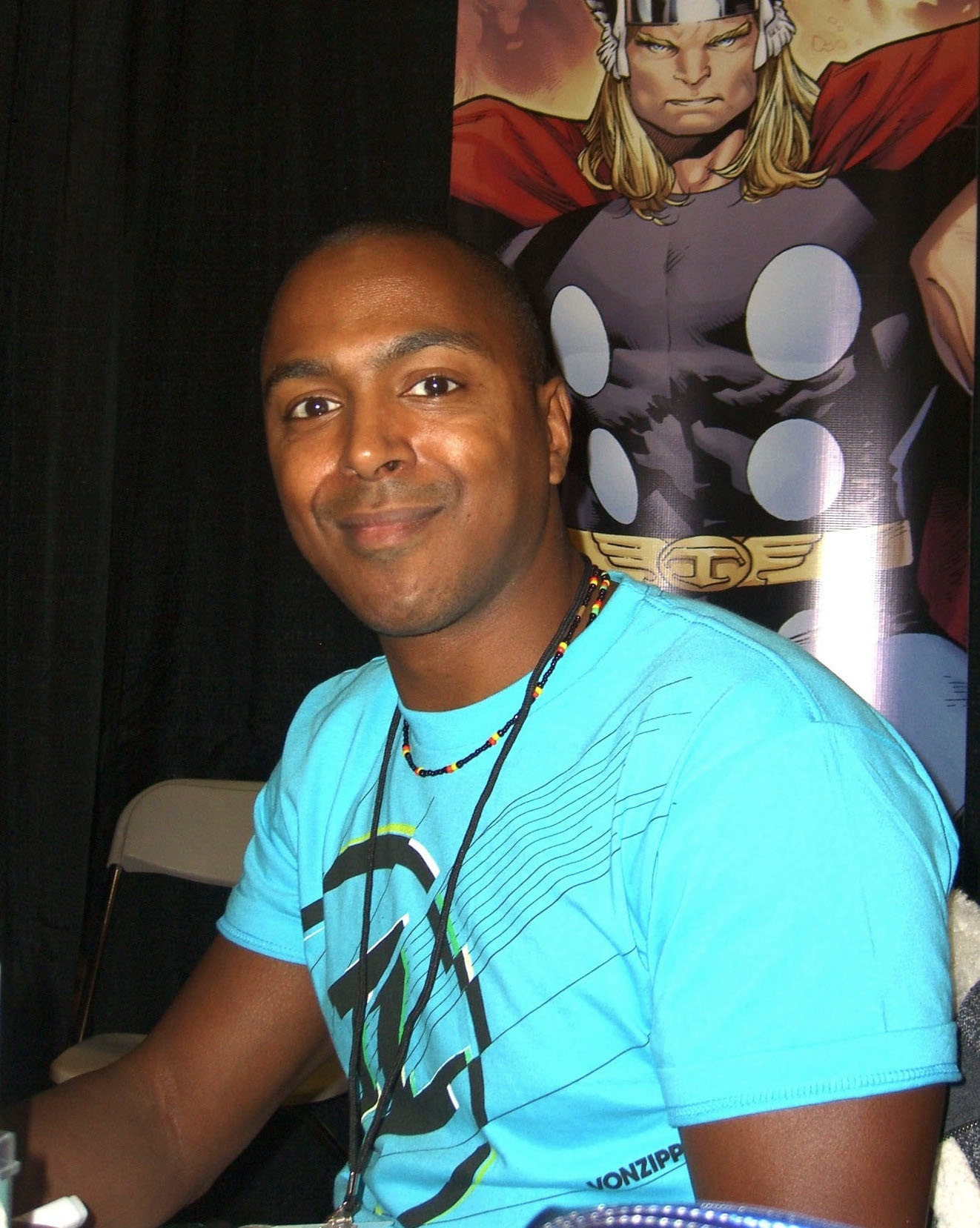
Le dessinateur français Olivier Coipel est l'un des cocréateurs de Kelsey Leigh.

En 2004, le personnage de Kelsey Leigh apparaît pour la première fois dans l'histoire Lionheart of Avalon qui se déroule sur cinq comic books de la troisième série Avengers allant du numéro 77 de mars au numéro 81 de juin. Ses créateurs sont le scénariste Chuck Austen et le dessinateur Olivier Coipel.
L'auteur continue à utiliser le personnage dans l'histoire Once an Invader dans les numéros 82 et 84 de la série Avengers, il travaille avec le dessinateur Scott Kolins. L'histoire se termine dans le one-shot New Invaders où Chuck Austen est associé avec un second scénariste Allan Jacobsen et le dessinateur C. P. Smith. La série Avengers reprend son ancienne numérotation et atteint le numéro 500.
Le scénariste Brian Michael Bendis et le dessinateur David Finch prennent le relais, ils emploient le personnage sur la moitié de l'histoire « Chaos » dans Avengers 500 et 501 durant le crossover Avengers Disassembled.
En 2006, le scénariste Chris Claremont et le dessinateur Steve Cummings utilisent Lionheart dans la série de comic books New Excalibur. La même année, Kelsey Leigh a une version alternative dans What If? Avengers Disassembled scénarisé par Jeff Parker et dessiné par Aaron Lopresti. Ce comic book reprend des événements crossover Avengers Disassembled dans un univers parallèle à celui de la continuité principale de l'Univers Marvel.
En 2007, Chris Claremont, associé à d'autres dessinateurs, réutilise Lionheart dans les numéros 18 à 24 de la série New Excalibur. Le personnage a deux articles dans des guides encyclopédiques Marvel, un dans le Official Handbook of the Marvel Universe: Avengers de 2004 et un dans le sixième volume de l'Official Handbook of the Marvel Universe A to Z de 2008.

### Version française
En 2004, la première histoire de Kelsey Shorr est traduite par « Cœur-de-Lion d'Avalon » en version française. Elle est publiée dans les numéros 8, 9 et 10 de Marvel Legends.
La seconde histoire où apparaît le personnage est traduite en « Encore et toujours Invader... », publiée dans les numéros 11 à 13 de la même série, de fin 2004 et début 2005.
De fin 2006 à 2008, la série New Excalibur est traduite dans les numéros 16 à 36, 38 et 41 à 42 dans le magazine Astonishing X-Men.

## Biographie du personnage

### Origines
Vivant dans le sud-est de l'Angleterre, Kelsey Shorr était une professeur de littérature anglaise et d’histoire avant son mariage avec Richard Leigh. De leur union naissent deux enfants, Martin et Jenny.
Lorsque la famille est cambriolée par deux malfaiteurs, l'un d'eux tente d'agresser sexuellement Kelsey devant son mari tétanisé par la peur. La jeune mère se défend vaillamment et blesse son agresseur. Ce dernier, pour se venger, lui taillade le visage avec un tesson de bouteille. Cet incident la laisse défigurée par une longue cicatrice en plein milieu du visage, allant du front jusqu'au menton en passant à gauche du nez. Le mari s'en veut pour sa lâcheté. Le couple finit par divorcer et Kelsey obtient la garde des enfants.

### Captain Britain

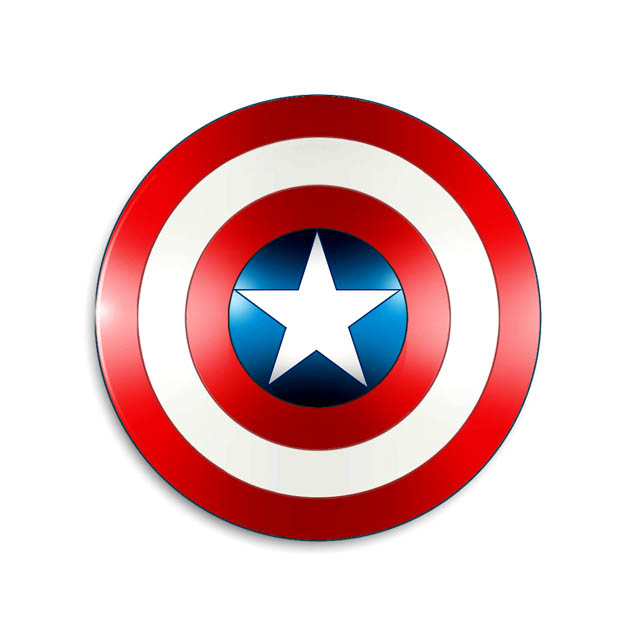
Le bouclier de Captain America, utilisé momentanément par Kelsey Leigh.

Un jour, la famille se retrouve au milieu d'un combat entre les Vengeurs et les Démolisseurs. L'un des criminels, le Boulet (Eliot Franklin), assomme Captain America (Steve Rogers). Le héros blessé est alors sans défense face à son adversaire. Pour le protéger, la jeune femme ramasse le bouclier du super-héros afin de contrer le coups du Boulet. Mais le bouclier indestructible ne la protège pas du choc du boulet du super-vilain. Kelsey Leigh est gravement blessée. Elle décède peu de temps après dans l'ambulance qui l'emmène à l'hopital,.
Quelques instants après sa mort, son âme émerge dans un cercle de mégalithes, et elle a une vision du héros Captain Britain (Brian Braddock) et de sa compagne Meggan. Le couple lui annonce que sa bravoure lui donne l'opportunité d'une seconde chance. Pour sauver l'Angleterre de la Fée Morgane à l'origine de l'attaque, Braddock lui propose une nouvelle vie en tant que Captain Britain. Espérant revoir ses enfants, la jeune mère accepte. 
Devant choisir entre l’Amulette de la Justice et l’Épée du Pouvoir, elle choisit l'arme, donc la voie de la violence (à la différence de Braddock qui choisit l'amulette quand il devint Captain Britain). Revenant immédiatement à la vie sous les traits du nouveau Captain Britain, elle découvre que son choix de l’Épée implique qu’elle doit cacher son identité à ses enfants, sinon ces derniers mourront,,, et doit donc continuer à passer pour morte à leurs yeux. Bien qu’effondrée devant cette perspective, elle est renvoyée sur Terre où elle aide les Vengeurs à triompher de la Fée Morgane et de ses servants.
Quand les Démolisseurs, emprisonnés, sont malencontreusement libérés par Œil de faucon,, Captain Britain aide les Vengeurs à affronter la sorcière et ses hommes de main. La nouvelle Captain Britain, plus agressive que son prédécesseur, blesse gravement le Boulet, l’empalant sur son épée.
Elle rejoint ensuite l'équipe des Vengeurs pour rester proche de ses enfants, confiés à leur grand-mère et pris en charge par l'équipe.
Après une attaque du Manoir des Vengeurs par des robots à l'image d'Ultron, Miss Hulk (Jennifer Walters) devient folle et attaque Captain America. Captain Britain s'interpose. Blessée gravement par Miss Hulk, Kelsey est hospitalisée. Plus tard, elle assiste à la réunion qui mène à la dissolution du groupe. Elle quitte alors l'équipe pour terminer sa convalescence en Angleterre.

### Lionheart
Remise sur pieds, Kelsey Leigh prend le nom de code de Lionheart (Cœur-de-Lion), sans doute à cause du retour sur Terre de Brian Braddock comme Captain Britain après les événements de House of M et cherche à se venger de lui pour ce qui lui est arrivé, lui reprochant de ne pas l’avoir avertie des conséquences de son choix et de la perte de ses enfants. 
Manipulée par Albion, elle cause presque la mort de Courtney Ross. Secouru par le Fléau et Nocturne, Captain Britain réussit à faire fuir Albion et Lionheart.
Allié à Shadow-X, Albion revient bientôt pour une contre-attaque avec un appareil qui neutralise toute forme de technologie au Royaume-Uni. Sage infiltre le groupe ennemi sous le nom de Diana Fox (Britannia), et Kelsey s'aperçoit de ses erreurs et rejoint l'équipe d'Excalibur pour sauver le pays.
Amnistiée par le gouvernement, elle travaille désormais pour eux. Brian Braddock lève ensuite l'interdiction de parler à sa famille. L'agent Peter Wisdom justifie sa disparition auprès de sa famille par une mission secrète pour la Couronne britannique ; Kelsey Leigh retrouve alors ses enfants et sa mère,,. Lionheart n’est plus réapparu depuis.

## Pouvoirs, capacités et équipement
En devenant le nouveau Captain Britain, le corps de Kelsey Leigh a été modifié par la magie de Hors-le-Monde afin d’augmenter l’ensemble de ses capacités physiques ; elle possède une force, une agilité, une adresse, une endurance, des réflexes et une résistance surhumaines. Elle est également capable de voler dans les airs à vitesse modérée.
Elle emploie un artefact appelé Épée du Pouvoir, une arme mystique originaire de Hors-le-Monde. La lame est indestructible et peut fendre toute matière jusqu’à une plaque d’acier d’une épaisseur d’environ 30 centimètres. Son arme lui sert aussi de chaîne mystique, l'unissant à sa source d’énergie de Hors-le-Monde ; elle est ainsi capable d’utiliser cette énergie pour générer des boucliers mystiques de protection ou pour libérer de puissantes ondes d’énergie destructrices. Elle peut aussi transformer l'épée en un sceptre doté de deux lames,.